# ماریون جانکشن (آلاباما)
ماریون جانکشن (به انگلیسی: Marion Junction) یک منطقهٔ مسکونی در ایالات متحده آمریکا است که در شهرستان دالاس، آلاباما واقع شده‌است. ماریون جانکشن ۱٬۹۰۴ نفر جمعیت دارد و ۶۳٫۰۹ متر بالاتر از سطح دریا واقع شده‌است.